# Antonella Lualdi
Antonella Lualdi (* 6. Juli 1931 als Antonietta de Pascale in Beirut, Libanon; † 10. August 2023 in Rom, Italien) war eine italienische Filmschauspielerin.

## Leben
Die Tochter eines Italieners und einer Griechin kam während des Zweiten Weltkrieges in die Heimat ihres Vaters und wurde dort als knapp 18-Jährige für den Film entdeckt. Ein erster Höhepunkt ihrer Karriere war für sie die Rolle der Mathilde de la Mole in Claude Autant-Laras Verfilmung von Stendhals Roman Rot und Schwarz. In einer anderen bedeutenden Romanverfilmung, Ein Frauenleben nach dem Roman von Guy de Maupassant, stand sie unter der Regie von Alexandre Astruc als Gilberte de Fourcheville vor der Kamera. Bis zum Beginn der 1970er Jahre übernahm sie zahlreiche Rollen im internationalen Film.
Danach war sie tätig als Sängerin und zeitweilig als Regieassistentin, unter anderem für Ferdinando Baldi. Seit den 1990er Jahren war sie eine vielbeschäftigte Seriendarstellerin. Ihr Schaffen bis zuletzt 2010 umfasst mehr als 100 Produktionen.
Lualdi war ab 1953 mit dem Schauspieler Franco Interlenghi verheiratet. Sie war die Mutter der Schauspielerin Antonella Interlenghi (* 1961). Antonella Lualdi verstarb 92-jährig im August 2023 in einem Krankenhaus in Rom.

## Filmografie (Auswahl)
- 1949: In den Klauen des Borgia (Prince of Foxes)
- 1952: Die Blinde von Sorrent (La cieca di Sorrento)
- 1952: Liebenswerte Frauen? (Adorables créatures)
- 1952: Der Mantel (Il cappotto)
- 1952: Hemmungslos – Drei verbotene Geschichten (Tre storie proibite)
- 1953: Verzeih mir! (Perdonami!)
- 1953: Die Tochter der Kompanie
- 1954: Chronik armer Liebesleute (Cronache di poveri amanti)
- 1954: In den Klauen der Vergangenheit (Avanzi di galera)
- 1954: Rot und Schwarz (Le rouge et le noir)
- 1955: Die Mädchen vom Fernamt 04 (Le signorine dello 04)
- 1955: Die Verliebten (Gli innamorati)
- 1955: Treu bis in den Tod (Andrea Chénier)
- 1957: Himmel in Flammen (Il cielo brucia)
- 1957: Väter und Söhne (Padri e figli)
- 1957: Hinter blinden Scheiben (Méfiez-vous, fillettes!)
- 1958: Ein Frauenleben (Une vie)
- 1958: Polikuschka
- 1959: Auf euren Hochmut werde ich spucken (J’irai cracher sur vos tombes)
- 1959: Wir von der Straße (La notte brava)
- 1959: Schritte ohne Spur (À double tour)
- 1960: Gefährliche Nächte (I delfini)
- 1961: Die Mongolen (I mongoli)
- 1962: Verwirrung (Il disordine)
- 1962: Kadmos – Tyrann von Theben (Arrivano i titani)
- 1964: Gastmahl der Liebe (Comizi d’amore)
- 1964: Frivole Spiele (Se permettete parliamo di donne)
- 1964: Die hundert Ritter (I cento cavalieri)
- 1966: Hermann der Cherusker (Il massacro della foresta nera)
- 1966: Unter der Flagge des Tigers (Surcouf, l’eroe dei sette mari)
- 1966: Bel Ami 2000 oder Wie verführt man einen Playboy
- 1966: Donner über dem Indischen Ozean (Il grande colpo di Surcouf)
- 1968: Der Tyrann (Columna)
- 1974: Vincent, François, Paul und die anderen (Vincent, François, Paul… et les autres)
- 1976: Killer der Apokalypse (La legge violenta della squadra anticrimine)
- 1980: Die Ratte des Syndikats (Mafia, una legge che non perdona)
- 1986: Una spina nel cuore
- 1981: Liebe ist… Gift (Carlota: Amor es… veneno)
- 1992: Saras Männer (Tutti gli uomini di Sara)
- 1992–2005: Les cordier, juge et flic (TV-Serie)
- 2005–2008: Commissaire Cordier (TV-Serie)
- 2010: La bella società